# Tim Duncan
Timothy 'Tim' Theodore Duncan (Christiansted, 25 april 1976) is een Amerikaans voormalig basketbalspeler. Hij belandde via de NBA Draft van 1997 bij San Antonio Spurs en speelde voor dit team tot hij zijn carrière beëindigde in juli 2016. Duncan werd met San Antonio vijf keer kampioen in de NBA. Persoonlijk werd hij twee keer verkozen tot Most Valuable Player, drie keer tot NBA Finals Most Valuable Player en vijftien keer tot NBA All-Star.
Voor zijn NBA-carrière speelde Duncan college basketball voor Wake Forest. Hij werd in zowel 1998/99, 2002/03, 2004/05, 2006/07 als 2013/14 met San Antonio Spurs kampioen in de NBA. Hij werd in zowel 2001/02 als 2002/03 verkozen tot Most Valuable Player en was daarmee de eerste speler sinds Michael Jordan in 1990/91 en 1991/92 die in twee opeenvolgende seizoenen deze titel won. Duncan scoorde in een wedstrijd tegen de Dallas Mavericks in 2001 een persoonlijk record van 53 punten. Hij kwam in 2003 in een wedstrijd tegen Miami Heat tot 25 rebounds. Tot vijfmaal toe in zijn carrière kwam hij tot een totaal van acht geblokte schoten in een wedstrijd.
2 Jackson · 
4 Kerr · 
6 Johnson · 
10 Gaze · 
11 Williams · 
17 Elie · 
21 Duncan · 
25 Kersey · 
31 Rose · 
32 Elliott · 
33 Daniels · 
41 Perdue · 
50 Robinson · 
54 King · 
Coach Popovich
3 Jackson · 
8 Smith · 
9 Parker · 
10 Claxton · 
12 Bowen · 
20 Ginóbili · 
21 Duncan · 
25 Kerr · 
31 Rose · 
35 Ferry · 
42 Willis · 
50 Robinson · 
Coach Popovich
2 Mohammed · 
3 Robinson · 
5 Horry · 
8 Nesterovič · 
9 Parker · 
12 Bowen · 
14 Udrih · 
17 Barry · 
20 Ginóbili · 
21 Duncan · 
23 Brown · 
34 Massenburg · 
Coach Popovich
2 Ely · 
4 Finley · 
5 Horry · 
7 Oberto · 
9 Parker · 
11 Vaughn · 
12 Bowen · 
14 Udrih · 
15 Bonner · 
16 Elson · 
17 Barry · 
20 Ginóbili · 
21 Duncan · 
33 White · 
45 Butler · 
Coach Popovich